# 다케다 나오타카
다케다 나오타카(일본어: 武田 直隆, 1978년 7월 13일 ~ )는 일본의 전 축구 선수이다.

## 구단 경력
과거 알비렉스 니가타에서 활동하였다.